# 滬北電影院
沪北电影院是位於中華人民共和國上海市靜安區閘北公園附近洛川东路500号的一個電影院，占地1774平方米，建筑面积7591平方米。該電影院是一座五层建筑，於1986年10月建造，1994年扩建。該建築內除了电影还设有KTV、桌球、保龄球、咖啡厅、酒楼、麦当劳等场所。